# Ambly-sur-Meuse
Ambly-sur-Meuse – miejscowość i gmina we Francji, w regionie Grand Est, w departamencie Moza.
Według danych na rok 1990 gminę zamieszkiwało 227 osób, a gęstość zaludnienia wynosiła 36 osób/km² (wśród 2335 gmin Lotaryngii Ambly-sur-Meuse plasuje się na 818. miejscu pod względem liczby ludności, natomiast pod względem powierzchni na miejscu 894.).